# Тет-беш

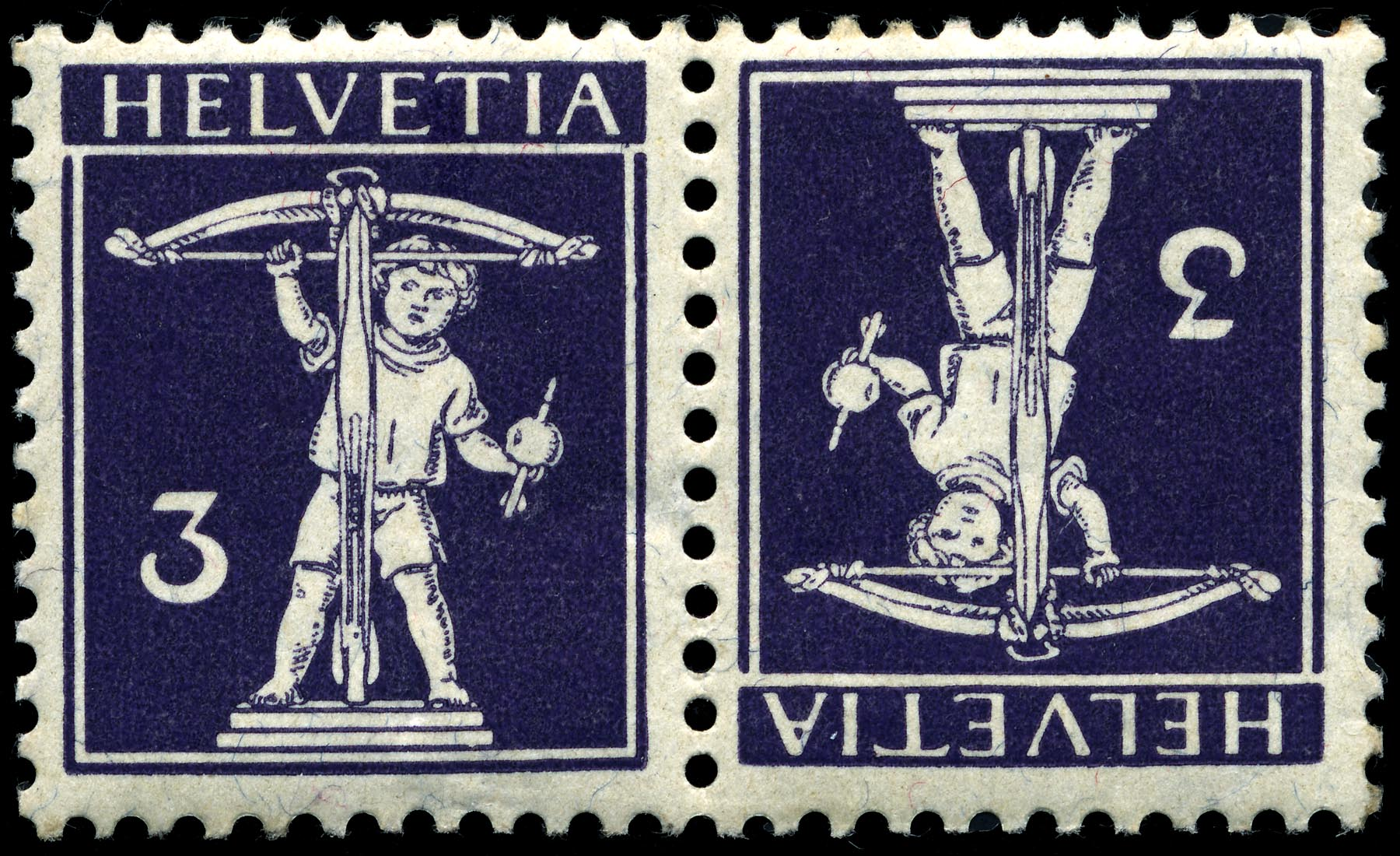
Тет-беш марок Швейцарии «Сын Вильгельма Теля» (1910) встречается относительно часто

Тет-беш, или тетбе́ш (фр. tête-bêche — «валетом», буквально «голова к ногам»), — в филателии пара, одна из марок которой находится в перевёрнутом положении относительно другой, умышленно или случайно.

## Описание

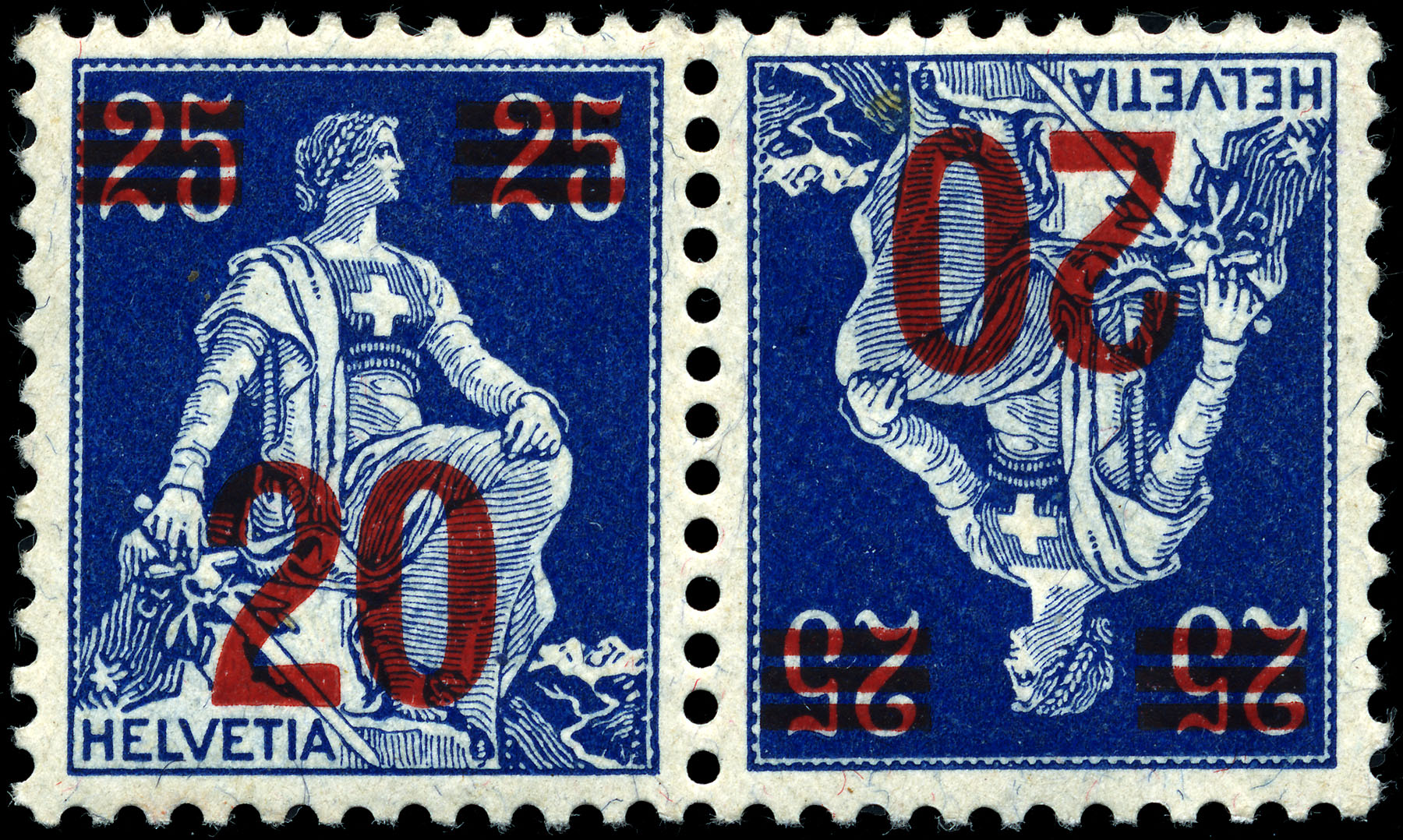
Тет-беш марок Швейцарии с размещёнными соответствующим образом надпечатками (1921)

Подобно любой сцепке двух марок, сцепка тет-беш может быть либо вертикальной, либо горизонтальной. В случае марок треугольной формы, начиная с первых треугольных марок Капской колонии, они неизбежно оказываются сцепленными в перевёрнутом положении относительно друг друга. К появлению подобных сцепок приводят, как правило, механические ошибки при изготовлении марок, но в большинстве случаев они выпускаются специально для целей коллекционирования. Существует также не всеми разделяемая легенда, что изначально тет-беш был изобретён и в 1860-х годах предложен французской почте гравёром Анатолем Юло как способ затруднить подделку почтовых марок.
В процессе печатания марочных буклетов листы марок обычно располагаются по несколько штук на одной более крупной печатной форме. Это может привести к появлению сцепок тет-беш. Как правило, такие сцепки не попадают в почтовую систему, поскольку перед брошюровкой в буклет они нарезаются на отдельные буклетные листы. Так, лист из 24 английских стандартных марок номиналом в 5 пенсов серии «Машен», который должен был разрезаться на четыре буклетных листа, содержит четыре сцепки тет-беш. Лист продавался в 1970 году в обычном порядке английским почтовым ведомством, и его можно найти, например, в коллекции члена Консультативного комитета по почтовым маркам Великобритании Тони Уокера.
Тет-беш образуют все почтовые марки, выпускаемые в форме треугольника.

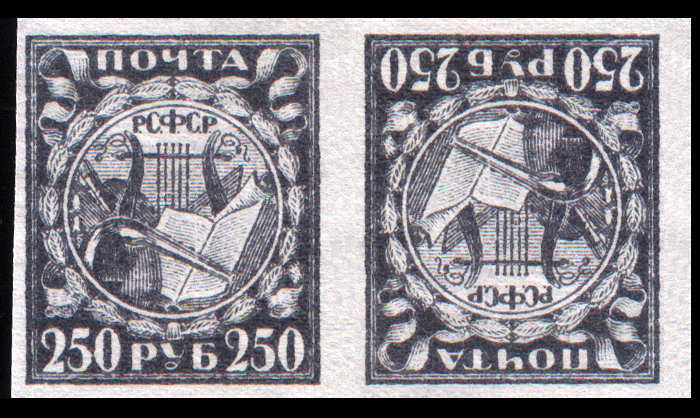
Почтовая марка второго стандартного выпуска РСФСР (тет-беш), 1921, 250 рублей

## Первый тет-беш России
В России первый тет-беш был выпущен в сентябре 1921 года. Это марка второго стандартного выпуска РСФСР «Эмблемы культуры и искусства» номиналом 250 рублей.